# Борислава Ботушарова
Борислава Ботушарова (нар. 28 листопада 1994) — колишня болгарська тенісистка.
Найвищу одиночну позицію світового рейтингу — 407 місце досягла 28 жовтня 2013, парну — 702 місце — 9 вересня 2013 року.
Здобула 1 одиночний титул туру ITF.

## Фінали ITF

### Одиночний розряд: 3 (1–2)
| Легенда          |
| ---------------- |
| Турніри $100,000 |
| Турніри $75,000  |
| Турніри $50,000  |
| Турніри $25,000  |
| Турніри $10,000  |

| Фінали за покриттям |
| ------------------- |
| Тверде (0–0)        |
| Ґрунт (1–1)         |
| Трава (0–0)         |
| Килим (0–1)         |

| Результат | W–L | Дата     | Турнір               | Рівень | Покриття | Суперниця          | Рахунок          |
| --------- | --- | -------- | -------------------- | ------ | -------- | ------------------ | ---------------- |
| Поразка   | 0–1 | Лис 2012 | ITF Іракліон, Греція | 10,000 | Килим    | Манон Арканьйолі   | 1–6, 2–6         |
| Перемога  | 1–1 | Вер 2013 | ITF Варна, Болгарія  | 10,000 | Ґрунт    | Пернілла Мендешова | 6–4, 1–6, 7–6(2) |
| Поразка   | 1–2 | Жов 2013 | ITF Албена, Болгарія | 10,000 | Ґрунт    | Vivian Zlatanova   | 3–6, 6–3, 6–7(5) |

### Парний розряд: 3 (3 поразки)
| Легенда          |
| ---------------- |
| Турніри $100,000 |
| Турніри $75,000  |
| Турніри $50,000  |
| Турніри $25,000  |
| Турніри $10,000  |

| Фінали за покриттям |
| ------------------- |
| Тверде (0–0)        |
| Ґрунт (0–2)         |
| Трава (0–0)         |
| Килим (0–1)         |

| Результат | W–L | Дата     | Турнір               | Рівень | Покриття | Партнерка        | Суперниці                         | Рахунок  |
| --------- | --- | -------- | -------------------- | ------ | -------- | ---------------- | --------------------------------- | -------- |
| Поразка   | 0–1 | Вер 2012 | ITF Варна, Болгарія  | 10,000 | Ґрунт    | Вікторія Томова  | Michaela Boev Анастасія Васильєва | 1–6, 5–7 |
| Поразка   | 0–2 | Лис 2012 | ITF Іракліон, Греція | 10,000 | Килим    | Vivian Zlatanova | Башак Ерайдин Еббі Маєрз          | 0–6, 1–6 |
| Поразка   | 0–3 | Сер 2013 | ITF Пирот, Сербія    | 10,000 | Ґрунт    | Ani Vangelova    | Katarina Adamović Владиця Вабич   | 0–6, 3–6 |

## Кубок Федерації
Botusharova дебютувала за Збірна Болгарії Кубку Федерації in 2014, she has a 0–1 overall record.

### Одиночний розряд (0–1)
| Розіграш                   | Раунд | Дата          | Супротивник | Покриття   | Суперниця           | W/L | Результат |
| -------------------------- | ----- | ------------- | ----------- | ---------- | ------------------- | --- | --------- |
| 2014 Europe/Africa Group I | RR    | 7 лютого 2014 | Білорусь    | Тверде (i) | Олександра Саснович | L   | 1–6, 3–6  |